# Loch Shieldaig

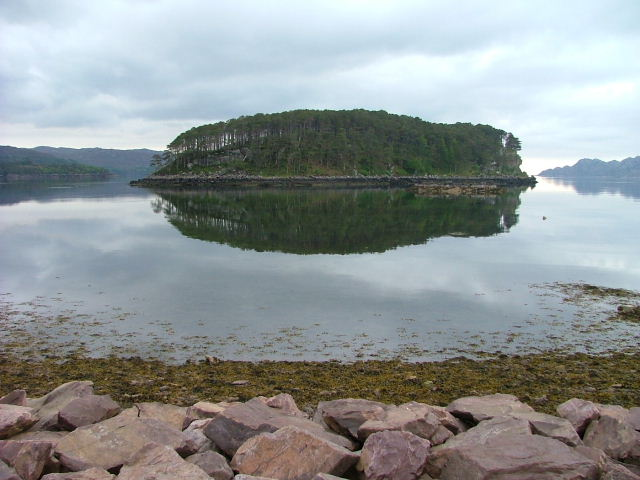
Shieldaig Island

Loch Shieldaig är en vik av Loch Torridon som i sin tur är en vik av Atlanten i Storbritannien.   Den är en av två vikar med samma namn i kommunen Highland i nordvästra Skottland.
Klimatet i området är tempererat. Årsmedeltemperaturen i trakten är 5 °C. Den varmaste månaden är juni, då medeltemperaturen är 10 °C, och den kallaste är februari, med 0 °C.
I Loch Shieldaig ligger Shieldaig Island, som ägs av National Trust for Scotland.
I mitten av juni arrangeras årligen Celtman Xtreme Triathlon med start av simetappen i Loch Shieldaig 3,4 kilometer från byn Shieldaig och målgång i Shieldaig, varifrån cykeletappen startar.
v